# Of Pups and Puzzles
Of Pups and Puzzles é um filme em curta-metragem estadunidense de 1941 dirigido e escrito por George Sidney. Venceu o Oscar de melhor curta-metragem em live-action: 1 bobina na edição de 1942.

## Elenco
- John Nesbitt - Narrador
- Eddy Chandler
- Mark Daniels
- William Forrest